# (21250) Kamikouchi
(21250) Kamikouchi est un astéroïde de la ceinture principale.

## Description
(21250) Kamikouchi est un astéroïde de la ceinture principale. Il fut découvert le 17 décembre 1995 à Chichibu par Naoto Satō. Il présente une orbite caractérisée par un demi-grand axe de 2,73 UA, une excentricité de 0,13 et une inclinaison de 12,4° par rapport à l'écliptique.

## Compléments